# 테푸이
테푸이(영어: tepui, 스페인어: tepuy teˈpuj[*])는 남아메리카 북부 베네수엘라, 브라질, 가이아나의 국경 지대에 있는 정상부가 평평한 산을 가리키는 말이다. 호라이마산이 유명하다.
테푸이들은 서로 연결되지 않고 떨어져 있어 각각의 테푸이에는 고유한 식물종과 동물종들이 서식한다. 테푸이는 주로 선캄브리아 시대 사암으로 구성되어 있으며, 정글 한가운데에서 갑자기 솟아난 모습이다. 아우얀테푸이(Auyantepui)는 세상에서 가장 높은 폭포인 앙헬 폭포의 수원지이다.

## 형태

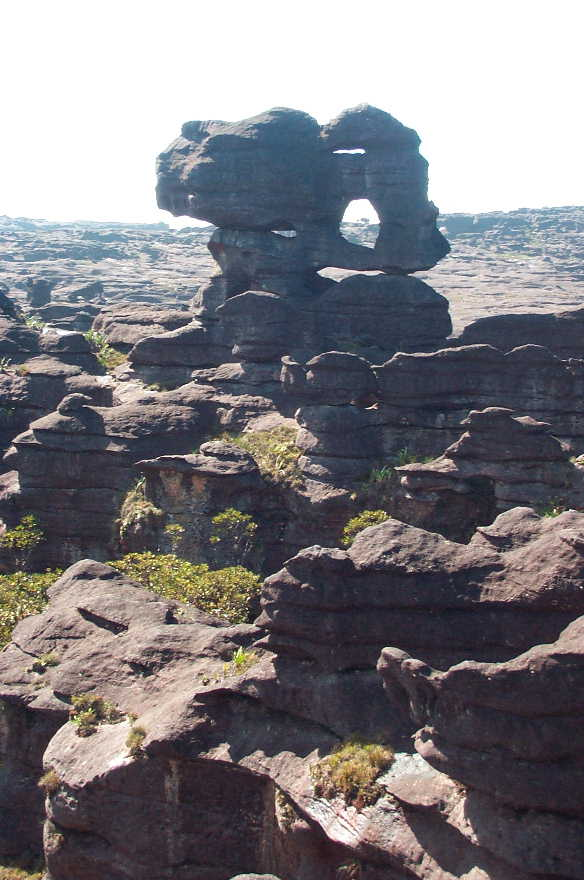
호라이마산 고원에는 침식과정을 통해 형성된 특이한 모양의 돌을 볼 수 있다.

테푸이는 한때 아마존 분지의 북쪽 경계와 오리노코강, 대서양 해안과 네그루강 사이에 위치한 화강암 기반암 위 거대한 사암 분지의 남은 흔적인 탁상지이다. 이 지역은 초대륙 곤드와나의 흔적이다. 지구의 역사가 흐르는 과정에서 분지는 침식되었고, 남은 잔구는 테푸이가 되었다.
베네수엘라 동남부 가이아나와 브라질 국경 지대에 위치한 그란 사바나에는 네푸이 115개가 있으며, 테푸이가 가장 밀집된 지역이다. 고도는 1,000m에서 3,000m로 다양하며, 115개 테푸이의 면적을 모두 합칠 경우 대략 5,000 km2 (2,000 mi2)이다.
테푸이는 오랜 기간동안 형성되었기 때문에 몇몇 테푸이는 카르스트 지형의 특징을 보이는 지표면과 동굴이 발견된다. 대표적인 동굴으로는 깊이가 671m로 세상에서 가장 깊은 규암 동굴인 아비스무 기 콜레트 동굴이 있다. 몇몇 메사에는 지름이 300m에 달하고 깊이가 300m에 달하는 거대한 싱크홀 구멍이 뚫려있다. 이 싱크홀은 복류수로 깎아진 동굴 천장이 붕괴되면서 생성되었다.

## 식물군·동물군
테푸이 고원은 지면에 위치한 밀림과 완전히 분리되어 있기 때문에 생태학적 섬(Ecological island)의 형태를 띈다. 테푸이는 높은 고도로 인해 지면 밀림과 기후가 다르다. 고원은 서늘한 기온과 잦은 강수가 나타나지만, 산의 기반지대는 기온이 높고 다습한 열대 기후가 나타난다. 테푸이 고원은 가파른 절벽으로 다른 세상과 단절되어 있으며, 이로 인해 동물군과 식물군은 지난 긴 세월동안 진화를 통해 고유한 특징을 나타내게 되었다. 몇몇 테푸이의 싱크홀에는 "섬 속의 섬"이라고 부를만한 고유의 진화를 한 생명군이 발견되기도 한다. 이렇듯 테푸이는 다른 곳에서는 찾을 수 없는 고유한 생물종들이 나타나기 때문에 "육지의 갈라파고스 제도"라고 불리기도 한다.
테푸이 메사는 영양성분이 빈약하기 때문에 끈끈이귀개속, 헬리암포라속과 같은 수많은 식충식물 종들이 발달하였다. 난초과와 파인애플과 식물 또한 여러 종이 발견된다. 테푸이는 부식토 지층이 형성되지 않으며, 풍화된 바위투성이 지표면이 관찰된다.
테푸이의 고유한 생물군은 고원이 침식으로 고립되면서 잔존하고 있던 생물(relict)이 이소적 종 분화를 통해 진화한 것으로 추정되어왔다. 하지만 최근 연구는 테푸이가 원래 생각하던 것 보다는 덜 고립되어 있는 것으로 추정한다. 대표적인 예로, 테푸이의 고유 청개구리류 속인 Tepuihyla(영어판)는 테푸이 형성 이후 유래한 것으로 추정하고 있으며, 이는 저지대에서 테푸이로 이주 후 종분화가 일어난 것이다.
테푸이는 아직 알려지지 않은 많은 생물군의 서식지이며, 연구자의 도전 대상이다. 몇몇 테푸이는 거의 1년 내내 빽빽한 구름으로 가러져 있기 때문에 헬리콥터 레이더 기기를 통해서 촬영해야만 표면을 관찰할 수 있다.
베네수엘라의 많은 테푸이가 유네스코 세계유산으로 등록된 카나이마 국립공원에 속한다.

## 같이 보기
- 고원
- 남아메리카의 지리
- 테이블 마운틴
- 카나이마 국립공원

## 참고 자료
- 네이버캐스트 - 테이블 마운틴